# بيل كوكبورن
بيل كوكبورن (بالإنجليزية: Bill Cockburn)‏ هو لاعب كرة قدم بريطاني، ولد في 3 مايو 1937، وتوفي في 1995. لعب مع نادي بيرنلي.